# Ригер, Лукас
Лукас Ригер (род. 3 июня 1999, Германия) — немецкий певец, в 2014 году участник немецкой версии проекта «Голос. Дети». В слепых прослушиваниях исполнил песню «Can’t hold us» американского рэпера Macklemore, и его выбрал в свою команду один из наставников проекта. Но позже, в следующем этапе шоу, Лукас покинул проект. Выпустил два студийных альбома Compass и Code, которые заняли в национальном чарте Германии 4-ю и 2-ю позиции соответственно.
Личная жизнь: С ноября 2018 года по июль 2019 встречался с композитором Elizabeth Leten

## Дискография
- Compass (2016)
- Code (2018)